# Oxydia ardesia
Oxydia ardesia är en fjärilsart som beskrevs av Claude Herbulot 1983. Oxydia ardesia ingår i släktet Oxydia och familjen mätare. Inga underarter finns listade i Catalogue of Life.